# Cieplice Śląskie-Zdrój
Cieplice Śląskie-Zdrój (en allemand : Bad Warmbrunn) est une station thermale en Pologne, aujourd'hui un quartier de la ville de Jelenia Góra dans la voïvodie de Basse-Silésie. La localité est réputée depuis des siècles pour ses eaux chaudes sulfureuses.

## Géographie

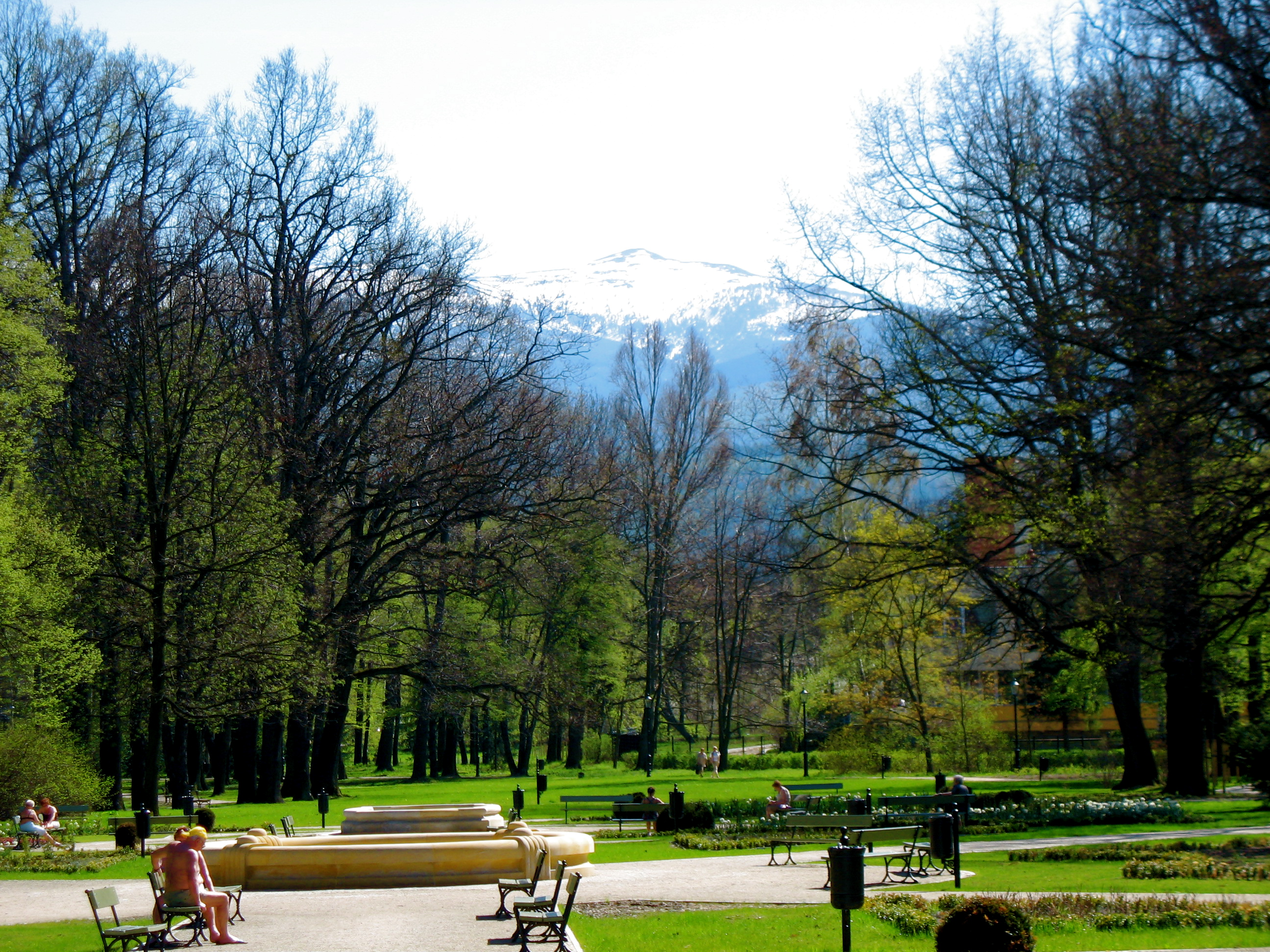
Le parc thermal.

La station se trouve dans la région historique de Basse-Silésie, au pied des monts des Géants (Karkonosze). De 1935 jusqu'à son incorporation le 2 juillet 1976, Cieplice Śląskie-Zdrój avait le statut de ville autonome.

## Histoire
La première mention de calidus fons, une source d'eau chaude, date de 1281. À ce moment-là, Bernard l’Adroit, duc de Jauer-Lwówek en Silésie, a offert les biens à l'ordre de Saint-Jean de Jérusalem à Strzegom. En 1288, le commandeur local fit construire une première hôtellerie pour les malades qui viennent rechercher la guérison.
À la mort du duc Bolko II le Petit, en 1368, le duché de Schweidnitz-Jauer est incorporé aux pays de la couronne de Bohême, bien que sa veuve Agnès de Habsbourg en avait reçu l'usufruit. En 1381 elle a donné le domaine à la famille noble franconienne des Schaffgotsch ; la même année, le roi Venceslas IV a confirmé le transfert de propriété. Vers 1403, une prévôté de l'abbaye cistercienne de Krzeszów (Grüssau) y a été fondée.

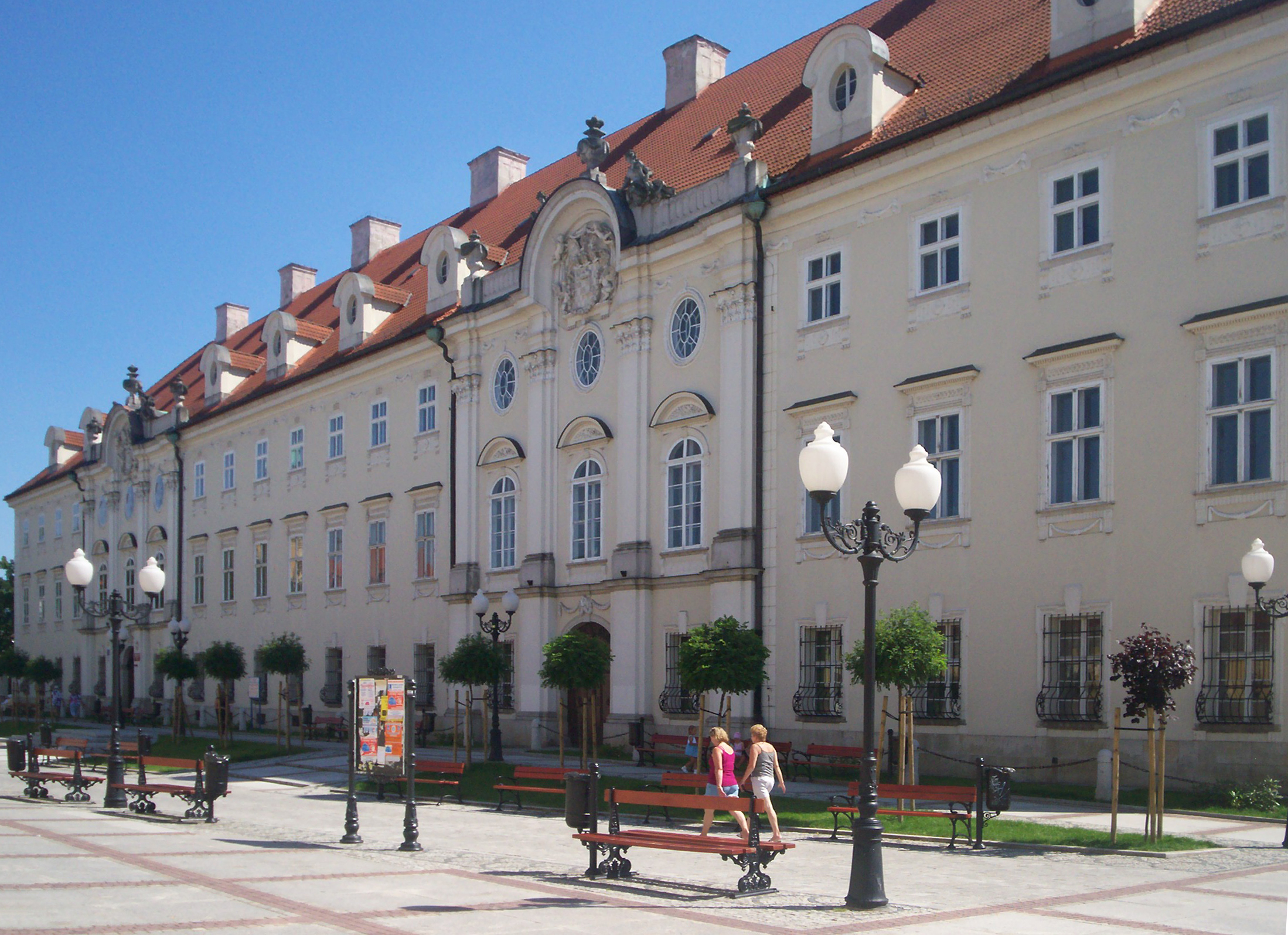
Palais Schaffgotsch.

Après la première guerre de Silésie, en 1742, la région passa au royaume de Prusse. À partir de 1784 est construit le palais des comtes de Schaffgotsch. Incorporé dans le district de Liegnitz au sein de la Silésie prussienne depuis 1815, Warmbrunn est devenu un spa à la mode en expansion rapide dans le courant du XIXe siècle. Les cures ont attiré de nombreux invités de marque, dont les hommes d'État Stein et Hardenberg, le futur  président américain John Quincy Adams et la princesse polonaise Izabela Czartoryska, ainsi que des artistes comme Caspar David Friedrich, Georg Friedrich Kersting, Carl Gustav Carus, Hoffmann von Fallersleben et Theodor Körner. 
En 1935, Bad Warmbrunn est érigé en ville. Pendant la Seconde Guerre mondiale, il y avait ici un sous-camp du camp de concentration de Gross-Rosen. Après la guerre, en 1945, la ville passe à la république de Pologne avec la plupart de la Silésie prussienne, et la population allemande en est expulsée. Depuis 1975, c'est devenu un quartier de Jelenia Góra sous le nom de « Cieplice Śląskie ».

## Patrimoine

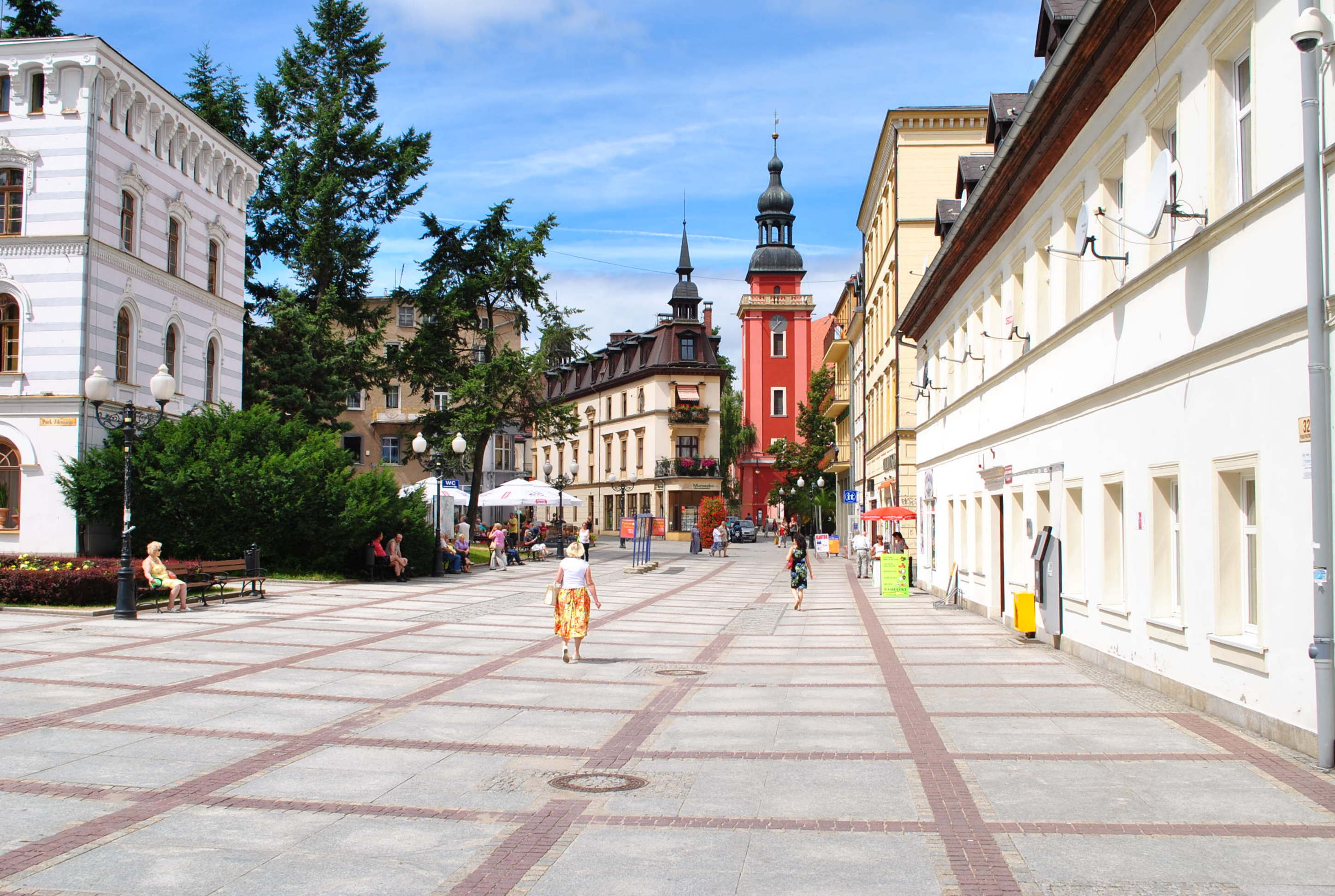
Place principale.

- le palais de la famille de Schaffgotsch, appartenant au baroque tardif, bâti entre 1784 et 1788 par l'architecte d'Opole Johann Georg Rudolf, avec une salle de bal de deux étages dans le style Empire. Le château est actuellement le siège d'une annexe de l'École polytechnique de Wrocław ;
- la Kurhaus (maison de cure), également appelée Quellenhof, avec sa grande salle où l'on boit l'eau minérale ;
- la statue de Jean Népomucène, œuvre de Piotra Ciegiennego.

## Personnalités
- Heinrich Wilhelm von Horn (1762–1829), lieutenant général de l'Armée prussienne ;
- Hans Ernst Karl von Zieten (1770–1848), maréchal de camp prussien, mort à Warmbrunn ;
- Carl Weisflog (1770–1828), écrivain, mort ici ;
- Adolph von Henselt (1814–1889), pianiste et compositeur, mort à Warmbrunn ;
- John Retcliffe (pseudonyme d'Hermann Goedsche, 1815–1878), écrivain, mort ici ;
- Friedrich Hermann Otto Finsch (1839–1917), explorateur, ethnologue et ornithologue ;
- Babette von Bülow, (1850–1927), écrivain sous le pseudonyme d'Hans Arnold ou d'Eberty ;
- Armin Seydelmann (1872–1946), acteur ;
- Carl Püchler (1894–1949), géneral.